# Eufraat
De Eufraat (Aramees: ܦܪܬ, Frath, Arabisch: الفرات, Al Foerat, Turks: Fırat, Oudgrieks: Εὐφράτης , Armeens: Եփրատ Yep’rat) is de belangrijkste rivier in het Midden-Oosten.
De rivier heeft een lengte van 2.735 kilometer. Haar stroomgebied is 673.000 km². De rivier begint in het Armeens Hoogland en stroomt via Syrië naar Irak, waar ze ten noorden van Basra samenvloeit met de Tigris. De samengevloeide rivieren gaan verder als de Sjatt al-Arab die door moerasachtig gebied stroomt en via Abadan uitmondt in de Perzische Golf. De rivier is vanwege de seizoensondiepte slecht bevaarbaar; tussen december en maart bedraagt de diepte soms slechts 60 cm.
In de Eufraat zijn diverse stuwdammen aangelegd. In Turkije liggen bijvoorbeeld de Karkamışdam, de Birecikdam, de Kebandam, de Atatürkdam en de Karakayadam; in Syrië liggen de Tishrindam, de Tabqadam en de Baathdam, en in Irak de Hindiyabarrage en de Ramadibarrage.
Het gebied tussen de Eufraat en de Tigris, dat bekendstaat als Mesopotamië of Tweestromenland, was de oorsprong van diverse oude beschavingen, zoals de Sumerische, de Babylonische en de Assyrische beschaving. In de tijd voor 2000 v.Chr. had de Purattu echter een ander verloop. De oude bedding die als Purattu bekend was, liep waarschijnlijk langs of door Sippar, Kish, Nippur, Uruk en Ur, maar laat in het tweede of vroeg in het eerste millennium v.Chr. verschoof de rivier en tegen 800 v.Chr. liep het meeste water langs de Arahtu-lijn door Babylon naar Sippar. Dit was aanvankelijk waarschijnlijk een aparte rivier, maar later werd de naam Purattu er ook voor gebruikt. Vroeg in de 6e eeuw is er stroming in een kanaal dat voorheen Abgal of Apkallatu genoemd werd. Die lag ten westen van de Arahtu en werd later ook Pallukatu genoemd. Een en ander hield waarschijnlijk verband met wisselingen in het klimaat die er tussen 1200 en 900 v.Chr. voor zorgen dat het land door droogte, hongersnood, pest en de komst van schaapherders geteisterd werd, die in veel streken een einde aan de akkerbouw maakte.

Op de vlag die in 2004 als vlag van Irak werd voorgesteld, staan twee blauwe lijnen die de Eufraat en de Tigris symboliseren. Deze vlag werd niet geaccepteerd.

Vlag met twee blauwe lijnen die de Eufraat en de Tigris symboliseren.

- Gemeinsame Normdatei: 4258936-8
- Library of Congress Control Number: sh85045605
- Nationale Bibliotheek van Tsjechië: ge138086
- Nationale Bibliotheek van Israël: 987007558088705171
- Virtual International Authority File: 237806341
- WorldCat: E39PBJwHp4gDpXTgqX3c7mJ4bd